# 伊莎白·柯鲁克
伊莎白·柯鲁克（英語：Isabel Crook，1915年12月15日—2023年8月20日）是英属加籍社会人类学家、教授、教育家，也是中华人民共和国的国际友人，国际共产主义战士，以及新中国英语教学事业的拓荒者。出生于成都，旧姓布朗，曾用中文名饶素梅。与大卫·柯鲁克结婚，曾加入大不列颠共产党，持有英国和加拿大双重国籍。

## 生平
1915年12月15日出生于成都华西坝仁济女医院（现成都市第二人民医院）。父亲饶和美（Homer G. Brown）和母亲饶珍芳（Muriel J. Hockey）都是加拿大人。
1933年至1938年回到加拿大多伦多大学求学，获得文学学士和心理学硕士学位。1939年回成都探亲，在重庆璧山县大兴镇进行社会调查，并邂逅了她后来的丈夫大卫·柯鲁克。1942年两人回到英国，7月结婚。在遇到大卫之后，受到鼓舞，加入大不列颠共产党。期间在伦敦政治经济学院师从雷蒙德·弗思教授攻读人类学博士学位。
1947年夏，她与丈夫经由香港和上海，再到天津，赴冀豫之交的武安县西部山区十里店村开展社会调查。任务结束后，他们应邀前往石家庄外语训练班（北京外国语大学的前身）教授英语，并决定留在中国。

## 荣誉
2007年获得北京外国语大学授予的“终身荣誉教授”称号。2008年被加拿大多伦多大学授予终身名誉博士学位。2016年被中国政府授予“十大功勋外教”荣誉称号。2018年获得 “改革开放40周年最具影响力的外国专家”荣誉称号。
2019年6月获得“重庆市璧山区荣誉市民”称号，同年9月获授中华人民共和国友谊勋章。

## 著作
- 伊莎白·柯鲁克; 俞锡玑. . 西方的中国形象. 由邵达翻译. 北京市: 中华书局. 2013-01-01.
- 大卫·柯鲁克; 伊莎白·柯鲁克. . 上海市: 上海人民出版社. 2007-07-01.（1959年英国伦敦首版）
- 大卫·柯鲁克; 伊莎白·柯鲁克. . 上海市: 上海人民出版社. 2007-07-01.

## 拓展阅读
- 谭楷. . 四川省成都市: 天地出版社. 2022. ISBN 978-7-5455-7034-2.